# Mirage Rock
Mirage Rock è il quarto album discografico del gruppo musicale indie rock statunitense Band of Horses, pubblicato nel settembre 2012. Prodotto da Glyn Johns, il disco è stato preceduto dal singolo Knock Knock. Ha raggiunto la posizione #13 della Billboard 200 e la #20 della Official Albums Chart.

## Tracce
1. Knock Knock – 3:58
2. How to Live – 3:27
3. Slow Cruel Hands of Time – 3:50
4. A Little Biblical – 2:54
5. Shut-in Tourist – 4:09
6. Dumpster World – 3:43
7. Electric Music – 3:32
8. Everything's Gonna Be Undone – 3:19
9. Feud – 2:56
10. Long Vows – 3:43
11. Heartbreak on the 101 – 4:01

## Formazione
- Ben Bridwell - voce, chitarra
- Creighton Barrett - batteria
- Ryan Monroe - tastiere
- Bill Reynolds - basso
- Tyler Ramsey - chitarra